# 採用マーケティング
採用マーケティング (さいようマーケティング、英: recruitment marketing)とは、候補者となる採用ターゲットのニーズに先立ち、雇用主が採用ターゲットが真に求めるワークプレイス（オフィス環境、キャリア提示（ポジション）、人事制度、人材開発）を創造する戦略/戦術である。これは、人材獲得の応募前段階とも呼ばれる。簡単に言えば、採用マーケティングは、人材を採用するために、人材が雇用主のために働くことの価値を促進することである。これは多くの点で企業のマーケティングに類似しており、応募者の雇用主に対する認知とコンバージョンを促進するイニシアチブと、雇用主のブランディングを作ることと非常に似ている。雇用主のブランディングは採用マーケティングの一部とみなされており、加えて、キャリアの機会の範囲と露出を拡大するために、人材コミュニティを通して候補者の関係を構築、育成すること、人材獲得の取り組みのメッセージングと広告の管理も採用マーケティングの一部である。

## プロセス
採用マーケティングは、実際に求人ポジションができる前から、数多くのタッチポイントを通じて候補者と関係をもっておく活動である。採用マーケティング戦略の目標は、組織の人材パイプラインで適格な候補者の数を増やすことである。この戦略の遂行には、採用マーケティングソフトウェアを使用する。
Bersin by Deloitteは、人材パイプラインは「企業の成長に合わせてすべての管理職レベルのポジション（およびその他の重要なポジション）を埋めるためにすぐに利用できる人材のプールを組織が必要とする継続的なニーズ」と定義している。 対照的に、従来の採用活動は、特定の求人ポジションを緊急に埋めるニーズを満たすために行われる。
採用活動の効果を追跡、測定、分析することにより、採用マーケティングは人材獲得をデータ主導の施策に変え、より適格なリードを一貫して予測可能に採用ファネルに導く。採用マーケティングに対応した採用システムの利用と、ビジネスインテリジェンス、データサイエンスに支えられて、企業は採用マーケティング戦略の有効性や人材パイプラインの価値など、新しい採用プロセス全体の効果を説明できるようになってきている。

### 採用活動の進化
過去10年間で、あらゆる面でのビジネスは大きく「インバウンド」になった。企業が広告を使用して潜在顧客にアウトバウンドでリーチする代わりに、顧客はサービス、製品、企業の情報を知るための独自の手段を多く持つようになった。インバウンドマーケティングは、企業が見込み客に価値と関心を生み出し、彼らを忠実で長期的な支持者にすることができるため、近年ビジネスを行うための最も成功したマーケティング方法と言われている。 
このように、マーケティングチームは変革と拡大を遂げ、コンテンツストラテジストやデジタルアナリストなどの新しいポジション、ソーシャルメディア、SEO、需要創出の専門知識を獲得した。現代のマーケティングチームは、より幅広いチャネルを通じてより関心のあるリードを引き付け、さらに重要なことに、営業チームに渡すための条件を満たす見込み客を育成する方法の知識を持つ重要な役割を担っている。
差別化を図り、候補者のエンゲージメントを向上させるために、採用活動でも同様の機能と戦略を備えたマーケティング戦術を活用できる。優れた採用プロセスには常にマーケティングの要素が含まれていたが、歴史的には主流ではなく、大部分のケースではマーケティング部門と人事部門は断絶しておりサイロ化されてきた。 しかし現在、人材獲得業界では、マーケティングと採用担当が連携しており、採用マーケティングは、人材獲得サイクルのすべての部分に影響を与える存在として浮上している。採用マーケティングは、採用マーケティングスペシャリスト、ソーシャル採用ストラテジスト、タレントブランドマネージャーなどの新しい役職で、実践だけでなく職業にもなりつつある。 

## 価値
通常、採用マーケティングは2つの主要な方法で価値を推進する。 1点目は、認知度を高めることで、Indeedのようなウェブサイトでの有料掲載を通じて広く配信される従来の求人広告を通じて行う。これは、有料配信や自然検索による広告戦略を通じて行うこともでき、ソーシャルメディア広告、SEO、ウェビナーなど、マーケティングの世界で自然に使っている媒体も活用できる。認知度が高まると、候補者が増え、企業の人材パイプラインが成長する。
2点目は、求職者が仕事に応募する率、つまりコンバージョンレートを上げることである。たとえば、キャリアサイトの訪問者の5％が現在求人に応募していて、キャリアサイトに魅力的なコンテンツを追加して、その数を10％に増やした場合、採用マーケティングの取り組みにより、応募者の数は2倍になることになる。
これらの施策の最終的な結果は、採用活動にかかる時間の削減、採用者あたりのコスト削減につながる。